# Discodes rubtzovi
Discodes rubtzovi är en stekelart som beskrevs av Sugonjaev 1971. Discodes rubtzovi ingår i släktet Discodes och familjen sköldlussteklar. Inga underarter finns listade i Catalogue of Life.